# NGC 5295
NGC 5295 ist eine elliptische Galaxie vom Hubble-Typ E-S0 im Sternbild Giraffe. Sie ist schätzungsweise 317 Millionen Lichtjahre von der Milchstraße entfernt.
Das Objekt wurde am 20. Dezember 1797 von Wilhelm Herschel mit einem 18,7-Zoll-Spiegelteleskop entdeckt,  der sie dabei mit „vF, vS, R“ beschrieb.